# 梅多萊克 (新墨西哥州)
梅多萊克（英語：Meadow Lake）是位於美國新墨西哥州巴倫西亞縣的普查規定居民點。

## 人口
根據2020年美國人口普查的數據，梅多萊克的面積為29.95平方千米，當中陸地面積為29.89平方千米，而水域面積為0.06平方千米。當地共有人口4573人，而人口密度為每平方千米152.69人。